# Anakasia
Anakasia, drvo ili grm iz porodice brestanjevki koja kao endem raste na zapadu otoka Nova Gvineja. Jedini je predstavnik u rodu Anakasia je grm ili drvo A. simplicifolia.
Rod je opisan u Blumea 21: 87. 1973.